# Копальня Пертікара
Копальня Пертікара (Perticara) – колишній гірничодобувний майданчик у італійському регіоні Емілія-Романья, за півсотні кілометрів на південь від Равенни. Також відома як Пертікара-Мараццана (Мараццана), оскільки у підсумку копальня Пертікара злилась з первісно окремою копальнею Мараццана, яка склала південний сектор об’єднаного майданчику.
Є відомості, що район Пертікара продукував мінерали ще в часи римлян, втім, ймовірно, мова йшла про їх збір у руслі річки.
Перші звістки нових часів про видобуток сірки у Пертікара відносяться до 17 століття, а починаючи з наступного століття тут вже регулярно вели гірничі роботи, хоча їх учасники час від часу зазнавали невдачі та змінювались. В 1816 році копальня Пертікара (а також Формін'яно) була викуплена графом Джованні Чістерні (Giovanni Cisterni), який невдовзі також спорудив завод з виплавки сірки у Ріміні (не пізніше 1850-го Пертікара отримала власний плавильний завод). В подальшому діяльність у Пертікара вела Società Picard, а в 1899-му копальню викупила Società Anonima Sulfuree Trezza-Romagna, що з 1904-го була відома як Società Anonima Sulfuree Trezza-Albani-Romagna. 
У 1917-му власником стала компанія Montecatini, яка стартувала за три десятки років до того як гірничодобувна, а у 1910-х почала перетворюватись на гіганта італійської хімічної промисловості. Саме в часи управління Montecatini копальня Перікара досягнула піку свого розвитку.
Розробку вели підземним способом, при цьому у підсумку глибина виробіток досягнула 740 метрів, а їх загальна довжина становила біля 100 кілометрів. Відомо про існування тут таких шахт (стовбурів) як «Пертікара», «Парізіо», «Вітторіа», «Меззена» (Mezzena), «Паоло», «Монтеккіо» (Montecchio), «Алессандро».
В 1932-му пожежа завдала серйозних пошкоджень стовбуру «Парізіо», який довелось відновлювати. У жовтні 1934-го стався ще більший інцидент, коли пожежа в копальні тривала 47 діб, а роботу вдалось відновити лише у березні 1935-го.
В 1938-му копальня досягнула рекордного за всю історію показника, коли було виплавлено майже 50 тисяч тонн сірки. 
В 1943-му Пертікара видала 196 тисяч тонн руди, а в 1944-му встигла видобути 95 тисяч тон руди, допоки наприкінці вересня наземні споруди не були зруйновані. Відновити роботи вдалось лише у грудні 1945-го. В 1949-му з копальні вилучили вже 205 тисяч тонн руди.
З плином часу запаси родовища виснажувались і в 1964-му копальню закрили. 
Наразі на місці рудника створено гірничий музей (втім, доступ у підземні виробітки закритий через велику загрозу зі сторони шкідливих газів).
Є відомості, що в Пертікара знайшли найбільший в світі кристал самородної сірки, який зберігається в музеї у Мілані.